# August Bernert
August Bernert (ur. 17 listopada 1850 w Grodkowie, zm. 20 listopada 1920 w Raciborzu) – burmistrz i nadburmistrz Raciborza w latach 1885–1920.
Urodził się 17 listopada 1850 w Grodkowie, jako syn miejscowego kupca. Uczył się w gimnazjum w Nysie, a następnie w Matthias-Gymnasium we Wrocławiu. W 1870, kiedy był w klasie maturalnej, wybuchła wojna francusko-pruska. Jako ochotnik wstąpił wtedy do stacjonującego we Wrocławiu 3 Pułku Grenadierów Gwardii im. królowej Elżbiety, z którym udał się na front. W okresie wrzesień-listopad tego roku brał udział w walkach o Paryż pod Le Bourget. Po zakończeniu służby wojskowej rozpoczął karierę urzędniczą. We wrześniu 1885 został powołany na stanowisko burmistrza Raciborza, które objął 16 listopada tego samego roku.
Stanowisko to piastował przez 35 lat, aż do śmierci 20 listopada 1920. August Bernert jest jak dotąd najdłużej urzędującym zarządcą Raciborza w historii. W uznaniu jego zasług na rzecz miasta w 1898 otrzymał tytuł nadburmistrza. Formalnie tytuł ten nadany został mu 1 kwietnia 1903, kiedy to miastu nadano status powiatu grodzkiego.
Działalność Bernerta jako zarządcy Raciborza oceniana jest bardzo dobrze. Do jego zasług zalicza się przede wszystkim powstanie w mieście wielu ważnych inwestycji, m.in. wybudowanie jednego z najnowocześniejszych w ówczesnych Niemczech szpitali (dawny szpital przy ul. Bema), seminarium nauczycielskiego (późniejsze gimnazjum nr 5 przy ul. Opawskiej), kościoła ewangelickiego (w miejscu którego wybudowano szkołę muzyczną przy ul. Ogrodowej), nowego mostu na Odrze łączącego miasto z Płonią, który otrzymał jego imię, pomoc w realizacji wielu innych szkół i inwestycji, sprowadzenie do miasta inwestorów, co spowodowało rozwój gospodarczy, czy wyznaczenie wielu nowych ulic i zieleńców, poszerzenie granic miasta i utworzenie z niego powiatu grodzkiego. Aby zrealizować wiele inwestycji, Bernert kupował w dużych ilościach grunty od prywatnych właścicieli. Z chwilą objęcia urzędu burmistrza przez Augusta Bernerta Racibórz liczył 19 tys. mieszkańców, w dniu jego śmierci prawie 50 tysięcy.
Jego syn, Fritz Otto Bernert, był asem lotnictwa armii Cesarstwa Niemieckiego, który za zasługi podczas I wojny światowej otrzymał w 1917 roku najwyższe ówczesne odznaczenie wojskowe, order Pour le Mérite.